# جزيرة تشورياك
جزيرة تشورياك وهي جزيرة من جزر إندونيسيا، وتتبع إقليم كليمنتان الجنوبية في إندونيسيا.